# Eleutherodactylus guantanamera
Eleutherodactylus guantanamera är en groddjursart som beskrevs av Hedges, Estrada och Thomas 1992. Eleutherodactylus guantanamera ingår i släktet Eleutherodactylus och familjen Eleutherodactylidae. IUCN kategoriserar arten globalt som sårbar. Inga underarter finns listade i Catalogue of Life.